# Lichtenštejnsko na zimních olympijských hrách
Lichtenštejnsko se účastní zimních olympijských her od roku 1936. Získalo deset medailí, všechny v alpském lyžování (na letních olympiádách je dosud bez medaile). Nejlepšího výsledku dosáhli lichtenštejnští sportovci na Zimních olympijských hrách 1980 v Lake Placid, kde obsadili šesté místo medailového žebříčku zemí. Lichtenštejnsko je se 36 000 obyvateli nejmenší zemí, která získala olympijskou medaili, a vede také žebříček v počtu medailí na obyvatele.

## Účast na Zimních olympijských hrách
| Dějiště ZOH                 | ZOH      | Vlajkonoš                  | Zlatá medaile | Stříbrná medaile | Bronzová medaile | Celkem |
| --------------------------- | -------- | -------------------------- | ------------- | ---------------- | ---------------- | ------ |
| 1936 Garmisch-Partenkirchen | ZOH 1936 | nebyl                      |               |                  |                  | 0      |
| 1948 Svatý Mořic            | ZOH 1948 | Christof Frommelt          |               |                  |                  | 0      |
| 1952 Oslo                   | ZOH 1952 |                            |               |                  |                  | Ne     |
| 1956 Cortina d'Ampezzo      | ZOH 1956 | Eduard von Falz-Fein       |               |                  |                  | 0      |
| 1960 Squaw Valley           | ZOH 1960 | nebyl                      |               |                  |                  | 0      |
| 1964 Innsbruck              | ZOH 1964 | nebyl                      |               |                  |                  | 0      |
| 1968 Grenoble               | ZOH 1968 | nebyl                      |               |                  |                  | 0      |
| 1972 Sapporo                | ZOH 1972 | nebyl                      |               |                  |                  | 0      |
| 1976 Innsbruck              | ZOH 1976 | Ursula Konzettová          |               |                  | 2                | 2      |
| 1980 Lake Placid            | ZOH 1980 | Petra Wenzel               | 2             | 2                |                  | 4      |
| 1984 Sarajevo               | ZOH 1984 | Günther Marxer             |               |                  | 2                | 2      |
| 1988 Calgary                | ZOH 1988 | Andreas Wenzel             |               |                  | 1                | 1      |
| 1992 Albertville            | ZOH 1992 | Birgit Heeb-Batlinerovy    |               |                  |                  | 2      |
| 1994 Lillehammer            | ZOH 1994 | Markus Hasler              |               |                  |                  | 0      |
| 1998 Nagano                 | ZOH 1998 | Tamara Schädler            |               |                  |                  | 0      |
| 2002 Salt Lake City         | ZOH 2002 | Marco Büchel               |               |                  |                  | 0      |
| 2006 Turín                  | ZOH 2006 | Jessica Walter (sjezdařka) |               |                  |                  | 0      |
| 2010 Vancouver              | ZOH 2010 | Richard Wunder             |               |                  |                  | 0      |
| 2014 Soči                   | ZOH 2014 | Tina Weiratherová          |               |                  |                  | 0      |
| 2018 Pchjongčchang          | ZOH 2018 | Marco Pfiffner             |               |                  | 1                | 1      |
| 2022 Peking                 | ZOH 2022 |                            |               |                  |                  | 0      |
| 2026 Milán                  | ZOH 2026 |                            |               |                  |                  |        |
| Celkem                      | 20       |                            | 2             | 2                | 6                | 10     |
| Zdroj na Olympedia.org      |          |                            |               |                  |                  |        |